# Municipio de Blaine (condado de Clark)
El municipio de Blaine (en inglés: Blaine Township) es un municipio ubicado en el condado de Clark en el estado estadounidense de Dakota del Sur. En el año 2010 tenía una población de 36 habitantes y una densidad poblacional de 0,39 personas por km².

## Geografía
El municipio de Blaine se encuentra ubicado en las coordenadas 45°6′23″N 97°34′3″O / 45.10639, -97.56750. Según la Oficina del Censo de los Estados Unidos, el municipio tiene una superficie total de 92.92 km², de la cual 87,09 km² corresponden a tierra firme y (6,27 %) 5,82 km² es agua.

## Demografía
Según el censo de 2010, había 36 personas residiendo en el municipio de Blaine. La densidad de población era de 0,39 hab./km². De los 36 habitantes, el municipio de Blaine estaba compuesto por el 100 % blancos. Del total de la población el 0 % eran hispanos o latinos de cualquier raza.